# Jakob Davies
Jakob Davies (White Rock, 29 gennaio 2003) è un attore canadese.

## Filmografia

### Cinema
- Kid's Court, regia di Kelvin Redvers - cortometraggio (2010)
- The Tortured, regia di Robert Lieberman (2010) non accreditato
- Zampa e la magia del Natale (The Search for Santa Paws), regia di Robert Vince (2010) non accreditato
- Diario di una schiappa 2 - La legge dei più grandi (Diary of a Wimpy Kid: Rodrick Rules), regia di David Bowers (2011)
- Una spia non basta (This Means War), regia di McG (2012)
- I bambini di Cold Rock (The Tall Man), regia di Pascal Lauguier (2012)
- The Worst Day Ever, regia di Sophie Jarvis - cortometraggio (2012)
- Lo straordinario viaggio di T.S. Spivet (The Young and Prodigious T.S. Spivet), regia di Jean-Pierre Jeunet (2013)
- Hector e la ricerca della felicità (Hector and the Search for Happiness), regia di Peter Chelsom (2014)
- Resta anche domani (If I Stay), regia di R. J. Cutler (2014)
- The Birdwatcher, regia di Siobhan Devine (2015)
- The Adventure Club, regia di Geoff Anderson (2017)
- Picchiarello - Il film (Woody Woodpecker), regia di Alex Zamm (2017)
- 2030 - Fuga per il futuro (The Humanity Bureau), regia di Rob W. King (2017)

### Televisione
- Smallville – serie TV, 2 episodi (2010)
- Vite parallele (A Family Thanksgiving), regia di Neill Fearnley – film TV (2010)
- True Blue, regia di Joseph S. Cardone (2010)
- R. L. Stine's The Haunting Hour – serie TV, 1 episodio (2011)
- Three Weeks, Three Kids, regia di Mark Jean – film TV (2011)
- C'era una volta (Once Upon a Time) – serie TV, 6 episodi (2011-2017)
- Fringe – serie TV, 1 episodio (2012)
- Un amico di nome Duke (Duke), regia di Mark Jean – film TV (2012)
- Supernatural – serie TV, 2 episodi (2012-2014)
- Professor Young (Mr. Young) – serie TV, 1 episodio (2013)
- King & Maxwell – serie TV, 1 episodio (2013)
- Spooksville – serie TV, 2 episodi (2013-2014)
- Creeped Out - Racconti di paura (Creeped Out) – serie TV, 1 episodio (2019)

## Riconoscimenti
- 2016 – Maverick Movie Awards
  - Nomination Miglior attore non protagonista per The Birdwatcher